# Cheilosia bracusi
Cheilosia bracusi är en tvåvingeart som beskrevs av Ante Vujic och Claussen 1994. Cheilosia bracusi ingår i släktet örtblomflugor, och familjen blomflugor. Inga underarter finns listade i Catalogue of Life.